# Il Flaminio
Il Flaminio ist eine Commedia per musica (komische Oper) in drei Akten von Giovanni Battista Pergolesi (Musik) mit einem Libretto von Gennaro Antonio Federico. Die Uraufführung erfolgte im Herbst 1735 im Teatro Nuovo in Neapel.

## Handlung
Die Oper spielt um 1730 in einem Dorf in der Nähe von Neapel. Der immer gern zu Scherzen aufgelegte Polidoro liebt die junge Witwe Giustina, die ihm bereits die Ehe versprochen hat. Auch die Hochzeit seiner Schwester Agata mit dem für einige Monate abwesenden Ferdinando ist schon vereinbart. Das dritte Paar bilden Polidoros Diener Vastiano und Giustinas Zofe Checca. Doch vor einiger Zeit hat Polidoro seinen neuen Buchhalter Giulio bei sich aufgenommen, der alles durcheinanderbringt. Giustina ist sich sicher, dass dieser in Wirklichkeit ihr alter Verehrer Flaminio ist, der sich vor ihrer Hochzeit mit ihrem ersten Ehemann um sie bemüht hatte und damals von ihr abgewiesen worden war. Nun verliebt sich Giustina in ihn und weist Polidoro unter dem Vorwand zurück, dass er zu viel Unsinn mache. Auch Agata verliebt sich in Giulio und trennt sich von ihrem inzwischen zurückgekehrten Verlobten. Nach allerlei Turbulenzen und Missverständnissen gibt Giulio zu, tatsächlich Flaminio zu sein und erneut um Giustina werben zu wollen. Die beiden finden zusammen, Agata kehrt zu Ferdinando zurück, und auch Vastiano und Checca überwinden ihre letzten Unstimmigkeiten. Nur Polidoro geht leer aus, will sich aber davon nicht die Laune verderben lassen.

### Erster Akt
Szenen 1. Polidoro singt ein Lied zur Gitarre (Polidoro: „Mentre l’erbetta pasce l’agnella“). Sein Diener Vastiano erinnert ihn daran, dass Giustina ihm das Versprechen abgerungen hatte, keinen Unsinn mehr zu machen, da sie ihn sonst nicht heiraten werde. Vastiano selbst hat ein ähnliches Problem mit seiner Geliebten Checca, Giustinas Zofe. Da sie aus Pisa stammt, mag sie es gar nicht, wenn Vastiano in seinem neapolitanischen Dialekt spricht – er müsse erst Toskanisch lernen.
Szene 2. Als Giustina auf dem Balkon erscheint, ergreift Vastiano geistesgegenwärtig die Gitarre und gibt vor, selbst der Spieler gewesen zu sein. Giustina fragt Polidoro nach dem Hochzeitstermin seiner Schwester Agata. Polidoro entgegnet, dass der Bräutigam Ferdinando jeden Moment erwartet werde.
Szene 3. Vastiano freut sich schon auf die kommende dreifache Hochzeit, denn er selbst wünscht, Checca zu heiraten. Aber als diese auftaucht, spricht er schon ihren Namen falsch aus („Cecca“ statt „Checca“) – denkbar schlechte Voraussetzungen, um ihre Liebe zu gewinnen. Checca hatte Blumen gepflückt, die sie nun auf Giustinas Wunsch Polidoro schenkt.
Szene 4. Nachdem Giustina gegangen ist, ergreift Polidoro wieder die Gitarre und wiederholt sein Eingangslied.
Szene 5. Vastiano zankt sich erneut mit Checca über seine Sprache. Er gibt sich aber Mühe, und schließlich bekennen beide ihre gegenseitige Liebe (Vastiano: „Con queste paroline“).
Szene 6. Giustina erklärt ihrer Zofe, dass ihre Forderung, dass Polidoro sich besser benehmen solle, nur ein Vorwand war, um ihn loszuwerden. Denn eigentlich liebt sie inzwischen dessen Verwalter Giulio. Sie glaubt, dass es sich bei diesem in Wirklichkeit um Flaminio handelt – ihren früheren Verehrer aus Rom, den sie vor der Hochzeit mit ihrem ersten Mann Fabio abgewiesen hatte. Allerdings befürchtet sie, dass Giulio in Agata verliebt ist (Giustina: „D’Amor l’arcano ascoso“).
Szene 7. Agata ist verwirrt und verzweifelt über ihre neu entflammte Verliebtheit zu Giulio so kurz vor ihrer Hochzeit mit Ferdinando.
Szene 8. Da kommt Giulio auch schon. Er wundert sich, dass Agata sich gar nicht auf ihre Hochzeit zu freuen scheint. Agata beschreibt ihm ihre Verwirrung (Agata: „Tu il mio desir non vedi“).
Szene 9. Giulio gibt Agata zu verstehen, dass er ihre Liebe nicht erwidern könne, da er Giustina ewig lieben werde. Daran ändere auch Giustinas Eheversprechen an Polidoro nichts (Flaminio: „Scuote, e fa guerra vento spietato“).
Szene 10. Der inzwischen aus Salerno eingetroffene Ferdinando befragt Vastiano nach den Vorkommnissen während der acht oder neun Monate seiner Abwesenheit. Insbesondere interessiert ihn natürlich, ob sich Agatas Gefühle ihm gegenüber geändert haben. Vastiano beruhigt ihn.
Szene 11. Nach einem scherzhaften Fechtkampf mit einem Bauern begrüßt Polidoro seinen Freund Ferdinando herzlich.
Szene 12. Auch Checca tritt hinzu. Ferdinando freut sich für Polidoro, da Vastiano ihm von dessen geplanter Hochzeit mit Giustina erzählt hat. Checca meint beiseite, dass diese stattfinden werde, wenn die Esel fliegen.
Szene 13. Nun erscheint auch Ferdinandos Braut Agata. Aber sie ist alles andere als erfreut über dessen Rückkehr. Enttäuschst über diese kalte Begrüßung mutmaßt Ferdinando, dass sie inzwischen einen anderen Verehrer habe (Ferdinando: „Non si cchella, ch’io lassaje“). Checca tritt ins Haus, um ihre Herrin davon zu unterrichten.
Szene 14. Polidoro fragt seine Schwester nach dem Grund für ihr Verhalten. Sie erklärt ihm, dass ihr Ferdinando nicht mehr gefalle und er sich eine andere Liebe suchen solle (Agata: „Non vo tal sposo“).
Szene 15. Polidoro und Vastiano rätseln weiter über Agatas Launen.
Szene 16. Giulio kommt hinzu und fragt nach dem Grund für Agatas Zorn. Polidoro gerät nun selbst in Rage über das Verhalten seiner Schwester.
Szene 17. Giustina und Checca treten aus dem Haus. Polidoro versucht, Giustina von Agatas Meinungsumschwung zu erzählen, ist aber noch zu aufgebracht. Vastiano übernimmt diese Aufgabe. Anschließend zieht er sich mit Checca in den Garten zurück. Giustina und Polidoro mutmaßen, dass Agata einen neuen Liebhaber habe. Polidoro beauftragt Giulio, sich um dieses Problem zu kümmern – ausgerechnet den verdächtigt Giustina aber als Schuldigen. Anschließend bittet Polidoro Giustina, sich nicht so wie Agata zu verhalten, sondern ihm ihre Gefühle zu bewahren. Giustina wechselt schnell das Thema, denn sie hat sich bereits umentschieden (Polidoro: „Da così dolce spene“).
Szene 18. Giustina stellt Giulio zur Rede und spricht ihn direkt auf ihren Verdacht an, dass er in Wirklichkeit Flaminio sei und sich unter falschem Namen bei Polidoro aufhalte, um in Agatas Nähe zu sein. Giulio weist dies entschieden zurück (Flaminio: „O Dio! sei troppo barbara“). Er geht.
Szene 19. Giustina findet Giulios Antwort nicht überzeugend. Sie ist sich sicher, dass er Flaminio ist (Giustina: „Più crudel non mi dirai“).
Szene 20. Checca und Vastiano unterhalten sich im Garten.
Szene 21. Sie werden von Polidoro unterbrochen, der sich jetzt unbedingt amüsieren möchte, um seinen Zorn abzukühlen. Er schlägt vor, sich mit Checca zu vergnügen, während Vastiano zuschaut. Die beiden machen nur widerwillig mit. Schließlich bricht Checca das Spiel ab und erklärt, nur Vastiano lieben zu können (Checca: „A lui donai mi core“).
Szene 22. Polidoro versichert, dass alles nur ein Scherz war. Vastiano glaubt ihm nicht. Er vergleicht Polidoro mit einem Fuchs, der die Trauben nicht erreichen konnte und nun behaupte, dass sie sauer seien. Aber dieser „Leckerbissen“ (Checca) sei nur für ihn bestimmt (Terzett: „Quel morzelletto cannarutetto sta sol per me“).

### Zweiter Akt
Szene 1. Polidoro macht sich im Beisein Giulios über Vastianos Zorn nach seinem Scherz lustig. Giulio kann dessen Eifersucht aber gut nachvollziehen. Dann drehen sich Polidoros Gedanken wieder um Giustina, deren Forderung nach gutem Benehmen er nicht einhalten kann (Polidoro: „Amor, che si sta accolto“).
Szene 2. Agata teilt Giulio mit, dass sie kein Interesse mehr an ihrem Bräutigam habe. Der erinnert sie an ihr Eheversprechen. Ferdinando beobachtet das Gespräch. Als auch Giustina auftaucht, ruft Agata Giulio ins Haus, damit sie ungestört reden können (und sie ihn bezirzen kann).
Szene 3. Ferdinando beklagt sich bei Vastiano über Agatas Verhalten. Vastiano stellt ihm Giustina als die zukünftige Gattin seines Herrn vor. Sie verspricht, ihm zu helfen. Ferdinando erzählt ihnen, dass Giulio mit Agata in ihr Haus gegangen sei und dass sie von ihrer Verlobung gesprochen hätten (Ferdinando: „Lo caso mio e’ accosì barbaro“).
Szene 4. Giustina hat erneut ihre Hoffnung auf Giulio/Flaminio verloren.
Szene 5. Sie erzählt Checca davon und lässt dann ihren Gefühlen freien Lauf (Giustina: „In mezzo a questo petto“).
Szene 6. Checca ist überrascht vom Gefühlsausbruch ihrer Herrin. Sie selbst hätte sich in dieser Lage ganz anders verhalten (Checca: „I’ son d’un’animuccio“).
Szene 7. Agata gesteht Giulio ihre Liebe. Der weist sie ab, zeigt aber Mitgefühl (Flaminio: „Del fiero tuo dolore“).
Szene 8. Agata ist zutiefst enttäuscht über Giulios Zurückweisung, nachdem sie doch seinetwegen Ferdinando abgewiesen hat (Agata: „Da rio funesto turbine“).
Szene 9. Polidoro berät sich mit Ferdinando, wie man die Angelegenheit wieder einrenken könnte. Er ist wütend auf Giulio, dem er die Schuld dran gibt, weiß aber keinen Ausweg. Da Vastiano die Diskussion immer wieder mit scherzhaften Einwürfen unterbricht, läuft Ferdinando verzweifelt davon.
Szene 10. Polidoro weist Vastiano zurecht und beginnt ihn zu verprügeln.
Szene 11. Checca erscheint noch rechtzeitig, um Polidoro aufzuhalten. Dann hält sie Vastiano selbst eine Standpauke. Nachdem sich alle wieder beruhigt haben, schlägt Vastiano vor, Narreteien zu treiben, um die Stimmung aufzubessern. Das gelingt recht schnell. Da Checca auch gerade Geburtstag hat, beschließen sie, ein Fest zu feiern. Es soll Musikanten geben, Tanz und ein Wettrennen (Vastiano: „Quanno voi vi arrosseggiate“; hier imitiert Vastiano das Miauen einer Katze).
Szene 12. Polidoro bespricht sich mit Checca.
Szene 13. Polidoro entlässt Giulio aus seinen Diensten und wirft ihn hinaus.
Szene 14. Giulio vermutet, dass hinter seiner Entlassung eine Intrige Agatas steckt, die sich für die Zurückweisung rächen will.
Szene 15. Giustina, die durch Checca von Giulios Entlassung erfahren hat, versucht ihn zu trösten. Giulio versichert ihr erneut, dass er nicht an Agata interessiert ist. Allmählich kommen sie sich näher, obwohl Giulio weiterhin seine Identität mit Flaminio leugnet (Duett Giustina/Flaminio: „Se spiego i senti miei“).
Szene 16. Polidoro und Vastiano treffen die letzten Vorbereitungen für die Geburtstagsfeier.
Szene 17. Checca kommt erfreut hinzu. Eine Bauernkapelle spielt, und es wird getanzt. Als Nächstes steht eine Runde Sackhüpfen an, an der auch Polidoro und Vastiano teilnehmen.
Szene 18. Nun erscheint auch Giustina, die sofort darauf hinweist, dass sie auf keinen Fall einen so albernen Burschen wie Polidoro heiraten werde. Sie entfernt sich entrüstet.
Szene 19. Polidoro ist das Lachen vergangen. Er verflucht auch Vastiano, der sich zusammen mit Checca über ihn lustig macht (Terzett Polidoro/Vastiano/Checca: „Cacciatemi, cacciatemi“).

### Dritter Akt
Szene 1. Ferdinando bespricht sich mit Vastiano.
Szene 2. Polidoro ist betrübt über Giustinas Verhalten. In seiner Traurigkeit sieht er überall nur noch Säcke (Polidoro: „Queste frondi, e questi sassi“). Ferdinando dagegen will lieber über seine eigenen Sorgen sprechen. Als Polidoro Giustina bemerkt, ergreift er die Flucht und bittet Vastiano und Ferdinando, für ihn zu sprechen.
Szene 3. Giustina bekräftigt den beiden, dass sie Polidoro nicht mehr liebe. Das helfe auch Ferdinando, denn dadurch stehe seiner Ehe mit Agata nichts mehr im Wege. Ferdinando schöpft wieder Hoffnung (Ferdinando: „Sta varca desperata“).
Szene 4. Als Giustina in der Nähe Giulio bemerkt, beauftragt sie Vastiano, Polidoro mitzuteilen, dass ein so einfältiger und lächerlicher Mann wie er keine Chance bei ihr habe und sich eine andere Frau suchen solle. Sie hofft, dass Giulio ihre Worte vernommen hat.
Szene 5. Giustina schickt Checca fort, um unter vier Augen mit Flaminio zu sprechen. Checca soll sich unterdessen um ihr Problem mit Vastiano kümmern.
Szene 6. Giulio nähert sich Giustina in der Hoffnung, dass sie ihm endlich ihre Liebe gesteht. Agata, die das bemerkt, tritt dazwischen und fordert die beiden auf, sich zu erklären. Auch Giulio solle die Wahrheit offenbaren. Giustina erklärt, dass sie ihn, aber nicht Giulio liebe. Giulio ist erfreut, diese Worte zu hören (Flaminio: „L’oggetto del cor mio“).
Szene 7. Agata ist Giustinas Antwort völlig unklar. Sie verflucht den Tag, an dem sie sich in Giulio verliebt hatte (Agata: „Ad annientarmi potea discendere“).
Szene 8. Giulio tut es leid, Agatas Gefühle so verletzt zu haben (Flaminio: „Chi ha ’l cor fra le catene“).
Szene 9. Vastiano richtet dem betrübten Polidoro Giustinas Worte aus. Er rät ihm, seine Wut hinauszulassen. Sie vereinbaren, dass er Giustinas Rolle übernimmt, an die Polidoro so seine Antwort richten kann. Das gespielte Gespräch verläuft wie erwartet: Giustina/Vastiano antwortet mit Schmähungen auf Polidoros Flehen. Schließlich tut Polidoro so, als würde er in Ohnmacht fallen.
Szene 10. Checca schilt Vastiano, dass er über Polidoros Unglück lacht statt ihm wieder auf die Beine zu helfen. Sie bringt diesen mit einem Zauberschlüssel und einem traditionellen Gedicht wieder zur Besinnung (Checca: „Benedetto, maledetto“). Polidoro beißt Checca in die Hand, erhebt sich, verwünscht Giustina (Polidoro: „Non abbia più riposo la cruda mia tiranna“) und geht davon.
Szene 11. Vastiano erklärt Checca Polidoros Verhalten. Beide kommen sich näher und gestehen sich ihre Liebe (Duett: „Ben te io puoi pensar“).
Szene 12. Polidoro teilt Agata mit, dass er sich an Giulio rächen wolle. Er ergreift eine Flinte und geht damit auf ihn los.
Szene 13. Die Flinte war glücklicherweise nicht geladen. Giulio geschieht nichts.
Szene 14. Es kommt zur Aussprache zwischen Polidoro und Giulio. Der erzählt endlich seine Geschichte und offenbart seine wahre Identität. Er ist nach dem Tod von Giustinas Ehemann unter dem Namen Flaminio hierhergezogen, um erneut sein Glück bei ihr zu versuchen. Da sie bereits Polidoro die Ehe versprochen hatte, wollte er unerkannt die Hochzeit verhindern, bis er ihre Gefühle herausgefunden hätte. Giustina erwidert, dass er damit ihre Liebe verdient hätte. Agata kehrt notgedrungen zu Ferdinando zurück und bittet ihn um Vergebung. Auch Vastiano und Checca beschließen zu heiraten. Nur Polidoro bleibt allein. Er tröstet sich damit, dass er sich von einer Frau nicht den Spaß verderben lassen wolle – er werde sich schon anderweitig vergnügen (Polidoro und Schlussensemble: „Ite a godere, ch’io non v’invidio“ – „A ppazzeare spassà te può“).

## Gestaltung
Die Commedia per musica ist eine typisch neapolitanische Opernform des frühen 18. Jahrhunderts. Die Handlung spielt üblicherweise in der (damaligen) Gegenwart in der Umgebung Neapels. Die Szene ist starr und stellt eine Straße zwischen zwei Landhäusern dar. Die Personen basieren entweder auf denen der Commedia dell’arte oder sind verliebt. Üblicherweise gibt es ein unerkannt aufgewachsenes Findelkind, das von mehreren anderen Personen gleichzeitig geliebt wird. Gegen Ende stellt sich dann die wahre Identität dieser Person als enger Verwandter der meisten Verehrer heraus, so dass nur noch ein Bewerber übrig bleibt. Neben burlesken Elementen gibt es Anspielungen an die Opera seria und an das Gesellschaftsleben. Eine häufig verwendete Musikform ist die schlichte „canzona“, die oft Strophenform hat. Die Oper wird gewöhnlich mit einer solchen „canzona“ im Sicilianorhythmus eingeleitet. Die Verwendung des neapolitanischen Dialekts ist ebenfalls typisch, wurde aber ab 1720 allmählich zurückgedrängt und auf die Buffo-Partien beschränkt. Weitere Beispiele für diese Gattung sind Pergolesis Lo frate ’nnamorato von 1732 und Leonardo Leos Anfang des 21. Jahrhunderts wiederentdeckte Oper L’Alidoro aus dem Jahr 1740.
Wie in der Commedia per musica üblich, stehen auch hier einige Partien (Ferdinando und Vastiano) im neapolitanischen Dialekt. Die Musik der Bauernkapelle am Ende des zweiten Akts ist weder im Libretto noch in der Partitur angegeben. Sie wurde vermutlich improvisiert. Elemente der neapolitanischen Volksmusik durchdringen noch einige weitere Stücke wie das Auftritts-Siciliano Polidoros zu Beginn der Oper.
Die extrem komplexe Handlung scheint formal den Typus der Opera seria Metastasios und seiner Nachfolger zu parodieren. Es gibt eine Reihe von Parallelen zu dieser Gattung: Die meisten Rollen und Stimmfächer entsprechen den Typen dieser Seria-Opern mit einem ersten Paar (Flaminio und Giustina), einem zweiten Paar (Ferdinando und Agata), die sämtlich Sopran- oder Altstimmen sind, sowie einem Tenor. Die Buffo-Rollen Vastiano und Checca finden ihre Entsprechung in den häufig zwischen den Akten einer Opera seria aufgeführten Intermezzi, sind hier aber in die Haupthandlung integriert. Auch die Abfolge der Arien mit einem Duett am Ende des ersten Akts, einem Terzett am Ende des zweiten sowie einem Schlussensemble und die Da-capo-Anlage der Arien sind typisch für die Opera seria. Anders als in dieser mit ihren Königen und Helden spielt Il Flaminio jedoch im bürgerlichen Umfeld. Obwohl die Oper einige aus der Commedia dell’arte stammende Slapstick-Elemente enthält, sind die Rollen, insbesondere diejenigen Giustinas und Flaminios, gefühlvoll und realistisch gezeichnet. Il Flaminio ist damit ein Vorläufer der späteren Buffa-Opern Baldassare Galuppis. Ulrich Schreiber vergleicht den Diener Vastiano aufgrund seiner ausgereiften Gefühlssprache in „Con queste paroline“ (erster Akt, Szene 5) gar mit einem Bruder des Figaro in Mozarts Le nozze di Figaro.

### Instrumentation
Das Orchester der Oper besteht aus zwei Oboen, zwei Hörner, Streichern, Gitarre und Basso continuo.

## Werkgeschichte
Il Flaminio ist Pergolesis letzte Oper. Sie steht in der Nachfolge seines drei Jahre zuvor im selben Theater mit großem Erfolg aufgeführten Lo frate ’nnamorato.
Bei der Uraufführung am Herbst 1735 im Teatro Nuovo in Neapel sangen Pietro Vitale (Polidoro), Antonia Colasanti (Flaminio), Anna Cialfieri (Agata), Paola Fernandes (Ferdinando), Margherita Pozzi (Checca) und Girolamo Piani (Vastiano). Zwischen den Akten gab es Tanzeinlagen, die jedoch nicht erhalten sind. Die Aufführung erhielt großen Beifall.
Weitere bekannte Aufführungen im 18. Jahrhundert gab es 1737 (hierfür wurde die Partie des Ferdinando ins Toskanische umgeschrieben) und 1749 in Neapel sowie 1742 in Siena.
Das Autograph der ersten beiden Akte ist nicht erhalten. 1919 nutzte Igor Strawinsky drei Stücke der Oper in seinem Ballett Pulcinella. Bertold Hummel komponierte 1951 ein dreisätziges Divertimento Capriccioso für Cembalo und Kammerorchester (op. 15) nach Themen aus Il Flaminio.
Im 20. Jahrhundert wurde das Werk gelegentlich wieder gespielt, zunächst 1942 in Siena und 1961 in der Wiener Kammeroper. 1982 gab es im Teatro Goldoni in Venedig unter der Leitung von Marcello Panni die erste Aufführung nach der im Rahmen der kritischen Gesamtausgabe erstellten Partitur Roberto De Simones, die vom Teatro San Carlo Neapel einstudiert worden war. Diese Produktion wurde bis 1986 auch in Neapel, Charleston, Versailles (Leitung: Herbert Handt), Jesi, Wien, Wiesbaden und Dresden gegeben. Die Aufführung in Jesi wurde auf Schallplatte herausgegeben. 1994 kam es in Lille zu einer weiteren Aufführung unter der Leitung von Salvatore Accardo. 2004 gab es in Beaune und Jesi eine Neuinszenierung von Michal Znaniecki mit der Accademia Bizantina unter Leitung von Ottavio Dantone, die 2010 noch einmal in Jesi wiederaufgenommen und auf DVD herausgegeben wurde.

## Aufnahmen
- 12. November 1983 (live aus dem Teatro Pergolesi in Jesi): Marcello Panni (Dirigent), Roberto De Simone (Inszenierung), Orchester des Teatro San Carlo Neapel. Gennaro de Sica (Polidoro), Daniela Dessì (Flaminio), Elena Zilio (Giustina), Fiorella Pediconi (Agata), Michele Farruggia (Ferdinando), Valeria Baiano (Checca), Silvano Pagliuca (Vastiano). Fonit Cetra LMA 3023 (2 LP), Fonit Cetra CDC 39 (3 CD), Warner Fonit 3984-29179-2 ZT (2 CD).[10]:12716
- 25. Juli 2004 (live aus Beaune): Ottavio Dantone (Dirigent), Accademia Bizantina. Giovanni Botta (Polidoro), Anna Bonitatibus (Flaminio), Sonia Prina (Giustina), Roberta Invernizzi (Agata), Stefano Ferrari (Ferdinando), Laura Cherici (Checca), Filippo Morace (Vastiano).[10]:12717
- 2010 (Video, live aus dem Teatro Valeria Moriconi in Jesi): Ottavio Dantone (Dirigent), Michal Znaniecki (Regie), Accademia Bizantina. Juan Francisco Gatell (Polidoro), Laura Polverelli (Flaminio), Marina de Liso (Giustina), Sonya Yoncheva (Agata), Serena Malfi (Ferdinando), Laura Cherici (Checca), Vito Priante (Vastiano). Arthaus Musik 101653 (2 DVD), Arthaus Musik 108067 (BD).[11]